# Chypre aux Jeux olympiques d'été de 2020
Chypre participe aux Jeux olympiques de 2020 à Tokyo au Japon. Il s'agit de sa 11e participation à des Jeux olympiques d'été.

## Athlètes engagés
| Sport       | Hommes | Femmes | Total |
| ----------- | ------ | ------ | ----- |
| Athlétisme  | 2      | 1      | 3     |
| Cyclisme    | 0      | 1      | 1     |
| Gymnastique | 1      | 0      | 1     |
| Natation    | 1      | 1      | 2     |
| Tir         | 3      | 1      | 4     |
| Voile       | 2      | 2      | 4     |
| Total       | 9      | 6      | 15    |

## Résultats

### Athlétisme
| Athlète         | Épreuve       | 1er tour | 1er tour | Demi-finale | Demi-finale | Finale   | Finale   |
| Athlète         | Épreuve       | Temps    | Rang     | Temps       | Rang        | Temps    | Rang     |
| --------------- | ------------- | -------- | -------- | ----------- | ----------- | -------- | -------- |
| Milan Trajkovic | 110 m haies   | 13 s 59  | 4e       | 14 s 1      | 8e          | Éliminé  | Éliminé  |
| Eléni Artymatá  | 400 m féminin | 51 s 91  | 5e       | 50 s 80 NR  | 5e          | Éliminée | Éliminée |

| Athlète            | Épreuve                   | Qualification | Qualification | Finale      | Finale  |
| Athlète            | Épreuve                   | Performance   | Rang          | Performance | Rang    |
| ------------------ | ------------------------- | ------------- | ------------- | ----------- | ------- |
| Apóstolos Paréllis | Lancer du disque masculin | 62,11 m       | 17e           | Éliminé     | Éliminé |

### Cyclisme sur route
| Athlète            | Compétition     | Temps    | Rang     |
| ------------------ | --------------- | -------- | -------- |
| Ántri Christofórou | Course en ligne | Éliminée | Éliminée |

### Gymnastique artistique
| Athlète         | Compétition      | Qualifications | Qualifications | Qualifications | Qualifications | Qualifications    | Qualifications | Qualifications | Qualifications | Finale   | Finale         | Finale   | Finale   | Finale            | Finale     | Finale  | Finale  |
| Athlète         | Compétition      | Appareil       | Appareil       | Appareil       | Appareil       | Appareil          | Appareil       | Total          | Rang           | Appareil | Appareil       | Appareil | Appareil | Appareil          | Appareil   | Total   | Rang    |
| Athlète         | Compétition      | Sol            | Cheval d'arçon | Anneaux        | Saut           | Barres parallèles | Barre fixe     | Total          | Rang           | Sol      | Cheval d'arçon | Anneaux  | Saut     | Barres parallèles | Barre fixe | Total   | Rang    |
| --------------- | ---------------- | -------------- | -------------- | -------------- | -------------- | ----------------- | -------------- | -------------- | -------------- | -------- | -------------- | -------- | -------- | ----------------- | ---------- | ------- | ------- |
| Mários Georgíou | Concours général | 13,466         | 10,666         | 12,766         | 14,100         | 13,666            | 14,333         | 78,997         | 50e            | Éliminé  | Éliminé        | Éliminé  | Éliminé  | Éliminé           | Éliminé    | Éliminé | Éliminé |

### Natation
| Athlète          | Épreuve          | Série   | Série | Demi-finale | Demi-finale | Finale  | Finale  |
| Athlète          | Épreuve          | Temps   | Rang  | Temps       | Rang        | Temps   | Rang    |
| ---------------- | ---------------- | ------- | ----- | ----------- | ----------- | ------- | ------- |
| Nikolas Antoniou | 50 m nage libre  | 23 s 38 | 45e   | Éliminé     | Éliminé     | Éliminé | Éliminé |
| Nikolas Antoniou | 100 m nage libre | 50 s 0  | 40e   | Éliminé     | Éliminé     | Éliminé | Éliminé |

| Athlète        | Épreuve          | Série   | Série | Demi-finale | Demi-finale | Finale   | Finale   |
| Athlète        | Épreuve          | Temps   | Rang  | Temps       | Rang        | Temps    | Rang     |
| -------------- | ---------------- | ------- | ----- | ----------- | ----------- | -------- | -------- |
| Kalia Antoniou | 50 m nage libre  | 24 s 41 | 27e   | Éliminée    | Éliminée    | Éliminée | Éliminée |
| Kalia Antoniou | 100 m nage libre | 55 s 38 | 29e   | Éliminée    | Éliminée    | Éliminée | Éliminée |

### Tir
| Athlète               | Compétition | Qualification | Qualification | Finale  | Finale  |
| Athlète               | Compétition | Points        | Rang          | Points  | Rang    |
| --------------------- | ----------- | ------------- | ------------- | ------- | ------- |
| Andreas Makri         | Trap,       | 117           | 28e           | Éliminé | Éliminé |
| Yórgos Achilléos      | Skeet,      | 122           | 9e            | Éliminé | Éliminé |
| Dimitris Konstantinou | 121         | 12e           | Éliminé       | Éliminé |         |

| Athlète           | Compétition | Qualification | Qualification | Finale   | Finale   |
| Athlète           | Compétition | Points        | Rang          | Points   | Rang     |
| ----------------- | ----------- | ------------- | ------------- | -------- | -------- |
| Andri Eleftheriou | Skeet,      | 119           | 7e            | Éliminée | Éliminée |

### Voile
| Athlète          | Compétition         | Régate | Régate | Régate | Régate | Régate | Régate | Régate | Régate | Régate | Régate | Régate      | Régate      | Régate | Total net | Rang final |
| Athlète          | Compétition         | 1      | 2      | 3      | 4      | 5      | 6      | 7      | 8      | 9      | 10     | 11          | 12          | CM     | Total net | Rang final |
| ---------------- | ------------------- | ------ | ------ | ------ | ------ | ------ | ------ | ------ | ------ | ------ | ------ | ----------- | ----------- | ------ | --------- | ---------- |
| Pávlos Kontídis  | Laser hommes        | 4      | 7      | 5      | 1      | 20     | 1      | ab     | 6      | 8      | 24     | Non disputé | Non disputé | 12     | 88        | 4e         |
| Andreas Cariolou | RS:X hommes         | 18     | 20     | 15     | 6      | 9      | 7      | 11     | 8      | 17     | 3      | 10          | 14          | EL     | 118       | 12e        |
| Marilena Makri   | Laser Radial femmes | 8      | 30     | 26     | 27     | 22     | 31     | 25     | 23     | dsq    | 35     | Non disputé | Non disputé | EL     | 227       | 33e        |
| Natasa Lappa     | RS:X femmes         | 24     | 25     | 26     | 19     | 17     | 22     | 20     | 20     | 18     | 12     | 22          | 19          | EL     | 218       | 21e        |